# Francisco Zarco, Poanas
Francisco Zarco är en ort i Mexiko.   Den ligger i kommunen Poanas och delstaten Durango, i den centrala delen av landet, 700 km nordväst om huvudstaden Mexico City. Francisco Zarco ligger 2 048 meter över havet och antalet invånare är 580.
Terrängen runt Francisco Zarco är varierad. Runt Francisco Zarco är det ganska glesbefolkat, med 23 invånare per kvadratkilometer. Det finns inga andra samhällen i närheten. Trakten runt Francisco Zarco består i huvudsak av gräsmarker.